# Balekambang (Jonggol)
Balekambang is een bestuurslaag in het regentschap Bogor van de provincie West-Java, Indonesië. Balekambang telt 7257 inwoners (volkstelling 2010).